# Чобанян, Айк Арутюнович
Айк Арутюнович Чобанян (арм. Հայկ Հարությունի Չոբանյան, 5 марта 1973, Тавуш, Шамшадинский район, Армянская ССР, СССР) — армянский историк, государственный деятель. Бывший губернатор Тавушской области с 6 февраля 2019 по 31 марта 2021. Министр высокотехнологической промышленности Армении с 2 апреля по 4 августа 2021. Председатель правления Центра научных инноваций и образования. Президент ЗАО «Аэродинамикс».

## Биография
Айк Чобанян родился в 1973 году в селе Тавуш Шамшадинского района Армении. Окончил местную среднюю школу. В 1990—1995 годах учился на историческом факультете Ереванского государственного университета, где был первым председателем Студенческого совета ЕГУ. В 1995—1999 годах учился в Академии государственного управления Армении. В 1995—1997 годах служил в Армянской армии.
В 1997—1998 годах Айк Чобанян работал в редакции журнала «Вестник гражданского служащего», в 1998—2001 годах — в аппарате правительства Армении, затем в Министерстве юстиции Армении. В 2001—2003 годах работал директором издательства, в 2003—2012 годах — директором Информационно-аналитического центра «Норк» при Министерстве труда и социальных вопросов Армении. В 2006—2013 годах Айк Чобанян был членом правления Союза предприятий информационных технологий. В 2012 году основал компанию «Арпи Солар» и в том же году возглавил фонд «Тавушское духовное возрождение». В 2014—2017 годах работал заместителем директора Союза предприятий информационных технологий и директором «UIT» EXPO. В 2016 году основал Фонд устойчивого энергетического развития, а в 2018 году — компанию «Фринерджи». С 2016 года является председателем совета попечителей фонда «Настоящая школа», а с 2017 года — председателем Ассоциации фестивалей Армении.
6 февраля 2019 года решением правительства Армении Айк Чобанян был назначен губернатором Тавушской области.
2 апреля 2021 года указом президента Армении Айк Чобанян назначен министром высокотехнологичной промышленности Армении.

## Награды
- Серебряная юбилейная медаль ЕГУ (2009).
- Медаль Маршала Баграмяна.
- Золотая медаль Министерства труда и социальных дел Армении.

## Семья
Женат на художнице Армине Туманян. У них двое детей — дочь и сын.